# Fredi Kramer
Fredi Kramer (Zagreb, 9. srpnja 1931. – Zagreb, 14. siječnja 2020.) bio je hrvatski sportski novinar, dužnosnik i publicist.

## Životopis
Fredi Kramer rođen je u Zagrebu 1931. godine. Osnovnu školu i realnu gimnaziju završio je u Zagrebu gdje je i apsolvirao na Pravnome fakultetu.
Novinarstvom se bavi od 1956. godine. Prvotno bio je vanjskim suradnikom listova i časopisa Nogomet, Večernji list, Globus, Vjesnik u srijedu i Sportske novosti a od 1961. godine do umirovljenja stalnim je članom sportske redakcije Radio Zagreba. U sportskome novinarstvu najviše piše o atletici, tenisu, nogometu te zimskim sportovima. Obnašao je mnogobrojne dužnosti u Zagrebačkome nogometnom podsavezu, Hrvatskome teniskom savezu, Hrvatskome nogometnom savezu i u zagrebačkome GNK Dinamu. Autorom je scenarija za film Stoljeće hrvatskog nogometa, urednikom revije Dinamo od 1958. godine a urednikom Almanaha grada Zagreba bio je od 1963. do 1978. godine. Uredio je više Dinamovih monografija. Urednikom je, zajedno s Mladenom Klemenčićem, Nogometnoga leksikona u izdanju Leksikografskoga zavoda Miroslav Krleža. U časopisu Povijest sporta javljao se je i pisao najviše o tenisu i nogometu. Jednim je od osnivača revije Tenis koja je počela izlaziti 1978. godine.
U GNK Dinamu bio je odbornik Upravnog i Izvršnog odbora. Dao je inicijativu i skicu za znak kluba s obilježjem hrvatskoga grba. U prosincu 2010. godine bio je među inicijatorima teze po kojoj je GNK Dinamo sljednik nekagašnjeg Građanskog, po čemu je prvom klubu nadnevak osnutka premješten na 1911. godinu. Dinamo nikada nije proglašen pravnim niti drugačijim formalnim sljednikom Građanskog. Suvremeni klub osnovan je dva mjeseca nakon gašenja Građanskog.

## Djela
Nepotpun popis:
- Desetljeća našeg tenisa, 1973.
- Hrvatski nogometni savez (1912–1992), HNS, Zagreb, 1992.
- Hrvatski tenis, Hrvatski teniski savez, Zagreb, 1997.
- Hrvatska: Davis Cup, Topical, Zagreb, 2007. (engl. izd. Croatia Davis Cup, Topical, Zagreb, 2007.; prijevod: Mark Daniels)
- Stjepan Bobek-Štef: Nogomet je moj život, Oto Bobek, Zagreb, 2008.
- Svi Dinamovi predsjednici = All Dinamo's presidents, (engl. dio prijevod: Mark Daniels), Topical, Zagreb, 2008.
- Zagrebački olimpijci, Topical, Zagreb, 2011.
- gl. urednik 15 športskih almanaha
- urednik 5 monografija o GNK Dinamu
- urednik Plavog salona
- urednik Lože Maksimira

## Nagrade i odličja
- 1992.: Trofej Hrvatskoga športskog saveza.[1]
- 1994.: Nagrada Grada Zagreba.[1]
- 1995.: Odlikovan je Redom Danice hrvatske s likom Franje Bučara.[1]
- 2005.: Nagrada za životno djelo Hrvatskog zbora športskih novinara.[1]
- 2009.: Državna nagrada za šport "Franjo Bučar", godišnja nagrada.[9]
- 2013.: Državna nagrada za šport "Franjo Bučar", za životno djelo.[10]